# Cryptus azurescens
Cryptus azurescens là một loài tò vò trong họ Ichneumonidae.